# Anasaitis canosa
Anasaitis canosa är en spindelart som först beskrevs av Charles Athanase Walckenaer 1837.  Anasaitis canosa ingår i släktet Anasaitis och familjen hoppspindlar. Inga underarter finns listade i Catalogue of Life.

## Bildgalleri

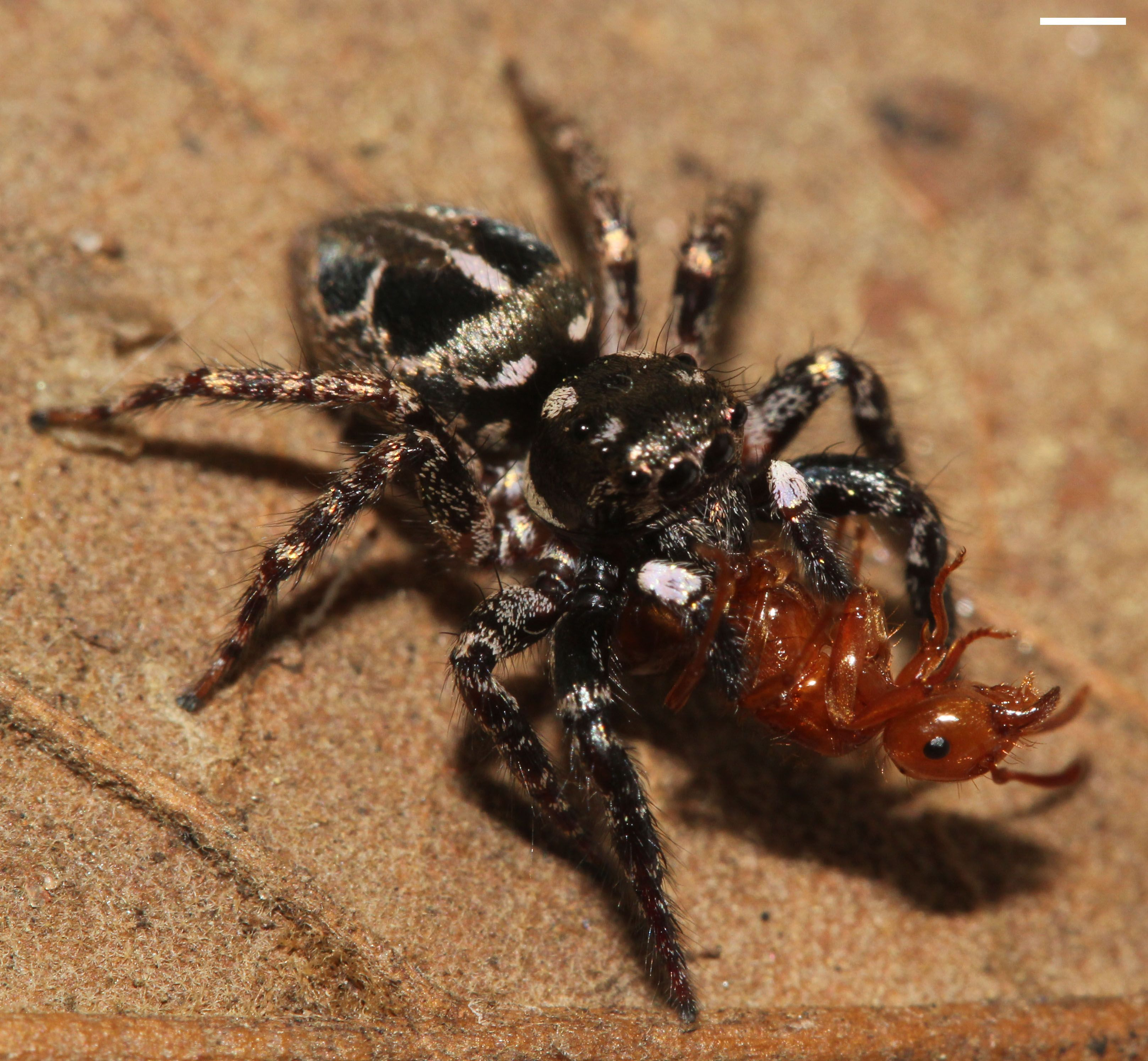
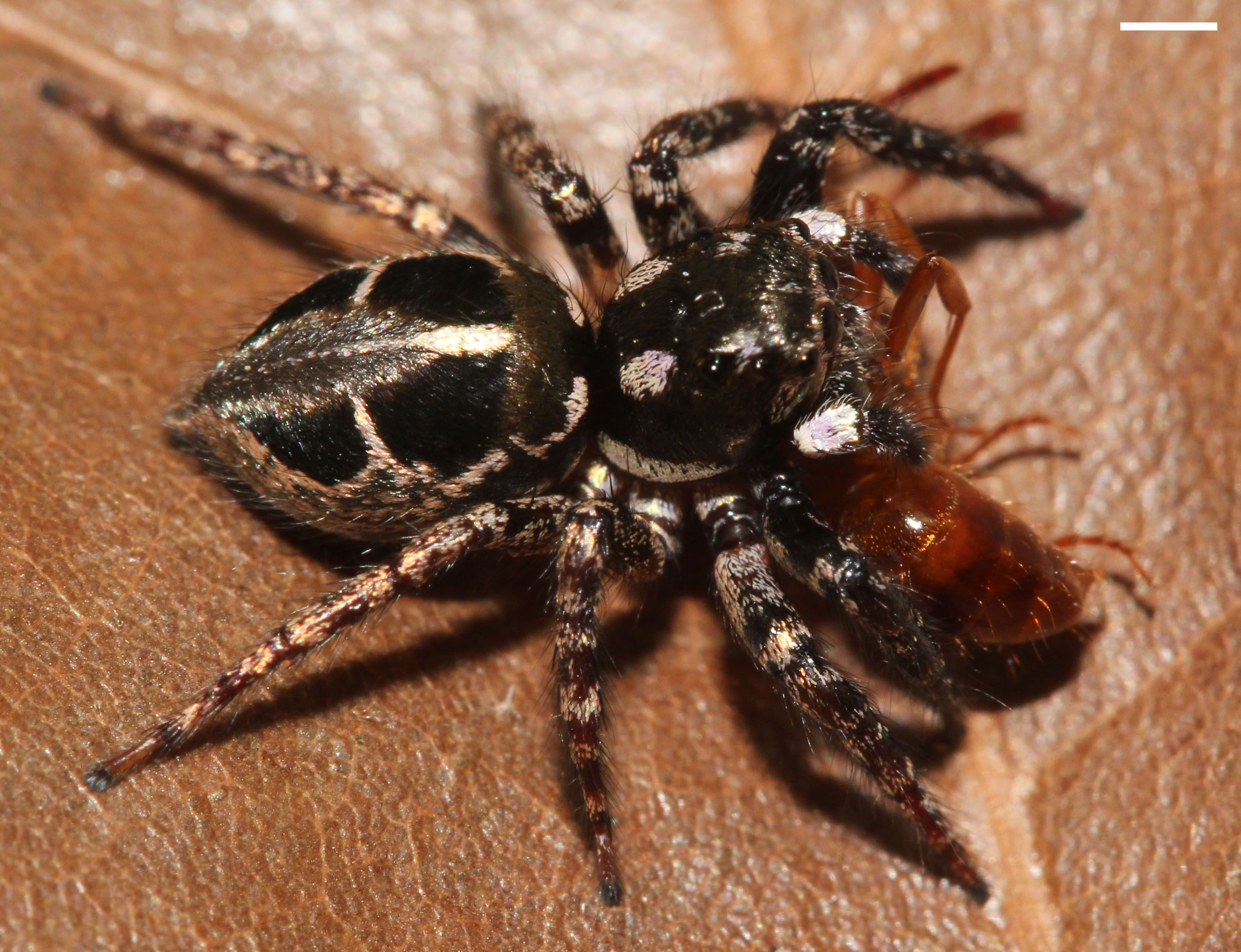
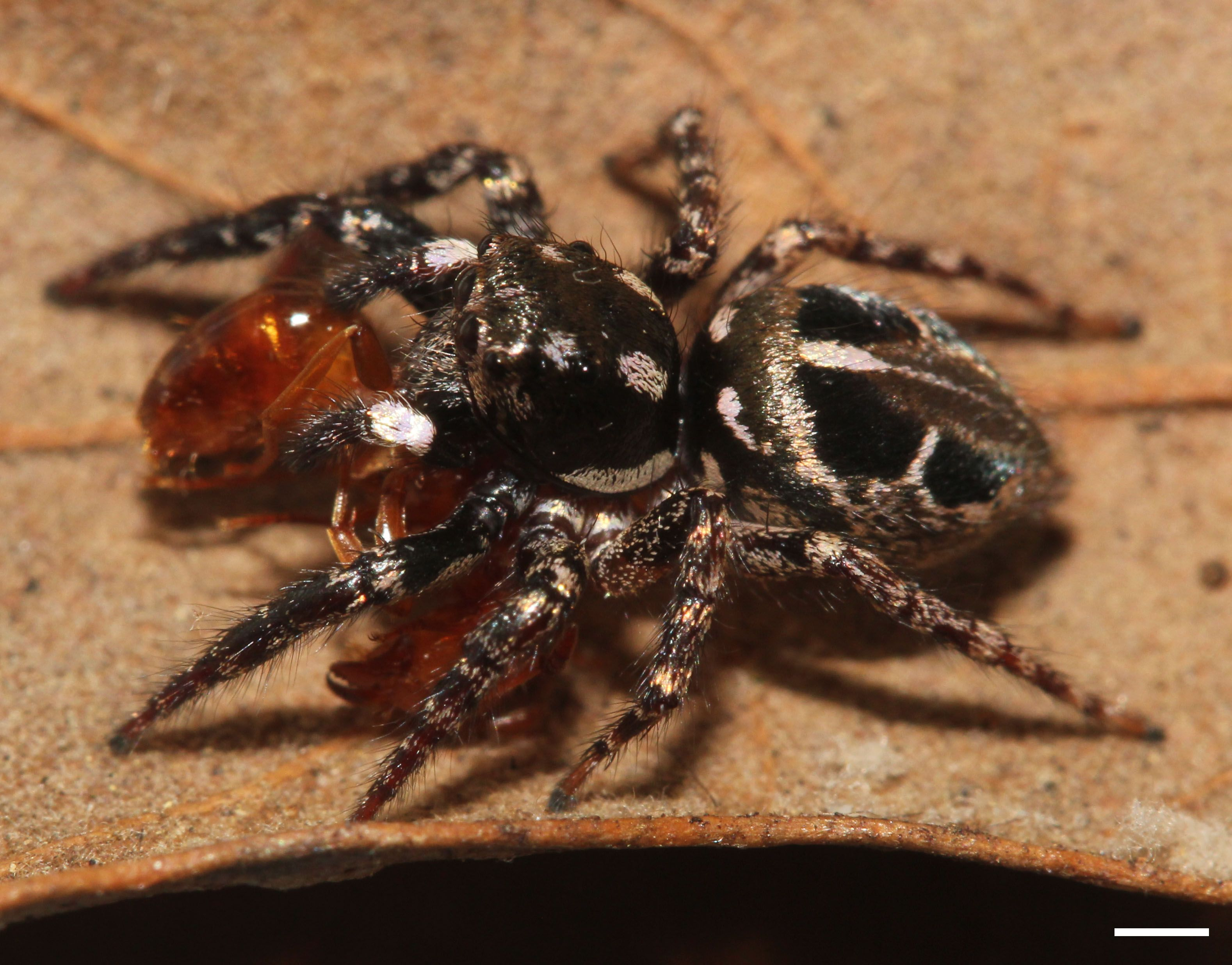
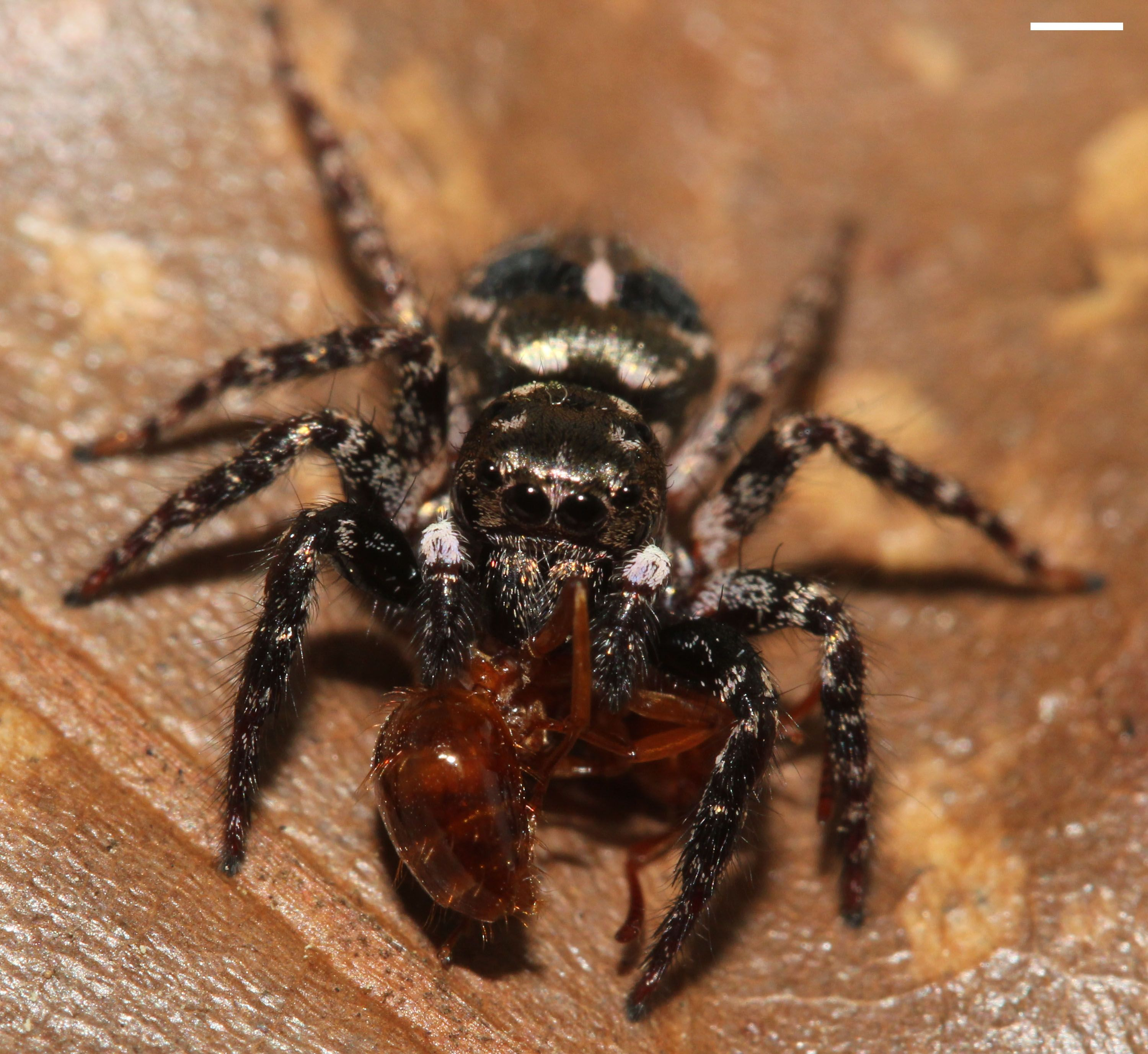